# アウト・フォー・ジャスティス
『アウト・フォー・ジャスティス』 (Out For Justice)は、1991年に製作されたスティーヴン・セガール主演の映画作品。
本国では当初、生々しい暴力描写が問題とされNC-17(国内ではR18+指定に相当する)に指定された。公開時はいくつか暴力シーンをカットされ公開。イギリスでは、特に刺激の強い暴力描写を約54秒カットされた。その後、DVDではノーカットでリリースされた。

## あらすじ
ニューヨーク・ブルックリンの刑事ジーノは、相棒刑事のボビーを幼馴染のリッチー・マダーノに白昼堂々、家族の目の前で惨たらしく射殺される。復讐に燃えるジーノは、執念深く街中を捜索しリッチーを追い詰めてゆく。

## スタッフ
- 製作：アーノルド・コペルソン、スティーヴン・セガール
- 監督：ジョン・フリン
- 脚本：デヴィッド・リー・ヘンリー
- 音楽：デヴィッド・マイケル・フランク
- 撮影：リック・ウェイト

## キャスト
| 役名                   | 俳優                     | 日本語吹替                                    | 日本語吹替                            |
| 役名                   | 俳優                     | ソフト版                                      | テレビ朝日版                          |
| ---------------------- | ------------------------ | --------------------------------------------- | ------------------------------------- |
| ジーノ・フェリーノ刑事 | スティーヴン・セガール   | 津嘉山正種                                    | 大塚明夫                              |
| リッチー・マダーノ     | ウィリアム・フォーサイス | 家中宏                                        | 麦人                                  |
| ロニー・ドンジガー警部 | ジェリー・オーバック     | 円谷文彦                                      | 宮田光                                |
| ヴィッキー・フェリーノ | ジョー・チャンパ         | 一柳みる                                      | 勝生真沙子                            |
| パティ・マダーノ       | ジーナ・ガーション       | 勝生真沙子                                    | 高島雅羅                              |
| ボビー・ルーポ刑事     | ジョー・スパターロ       | 田中正彦                                      | 小室正幸                              |
| フランキー             | サル・リチャーズ         | 仁内建之                                      | 石塚運昇                              |
| ドン・ビットリオ       | ロナルド・マッコーン     | 塚田正昭                                      | 小林清志                              |
| ローリー・ルポ         | シャリーン・ミッチェル   | 高瀬淑子                                      | 幸田直子                              |
| サミー                 | ジャンニ・ルッソ         | 幹本雄之                                      | 池田勝                                |
| ビニー・マダーノ       | アンソニー・デサンド     | 古田信幸                                      | 千葉繁                                |
| リカ                   | ジュリアナ・マルグリーズ | 佐藤しのぶ                                    | 堀越真己                              |
| ボビー・アームズ       | ジェイ・アコヴォーン     | 島田敏                                        | 金尾哲夫                              |
| ジョーイ・ドッグス     | ニック・コレロ           | 峰恵研                                        | 沢木郁也                              |
| ブッチ                 | ロバート・ラサード       | 成田剣                                        | 津田英三                              |
| 車椅子のチャス         | ジョージ・ギル           | 幹本雄之                                      | 千田光男                              |
| 入れ墨の男             | ソニー・ハースト         | 田中正彦                                      | 稲葉実                                |
| 飲み屋のベニー         | ジェリー・クロウリー     | 円谷文彦                                      | 辻親八                                |
| バーテンダー           | ニック・ディミトリ       | 成田剣                                        | 宝亀克寿                              |
| キング                 | ジョン・トールス・ベイ   | 古田信幸                                      | 池田勝                                |
| テリー・マロイ         | シャノン・ウィリー       | 佐藤しのぶ                                    | 引田有美                              |
| ピカリーノ             | ジョージ・ヴァレーオ     | 成田剣                                        | 石田彰                                |
| リッチーの父親         | ドミニク・キアネーゼ     | 伊井篤史                                      | 嶋俊介                                |
| リッチーの母親         | ベラ・ロックウッド       |                                               | 定岡小百合                            |
| ヘクター               | レイモンド・クルス       | 台詞なし                                      | 台詞なし                              |
| 路地にいた若者         | ジョン・レグイザモ       | 台詞なし                                      | 台詞なし                              |
| 役不明又はその他       |                          | 後藤久美                                      | 松岡ミユキ 小山武宏 小島敏彦 沢海陽子 |
| Sticks                 | ダン・イノサント         | 台詞なし                                      | 台詞なし                              |
| Gang Member            | ケイン・ホッダー         |                                               |                                       |
| Roaxnne Ford           | ジュリー・ストレイン     |                                               |                                       |
| 日本語版制作スタッフ   |                          |                                               |                                       |
| 翻訳                   | 岡枝慎二（字幕翻訳）     | トランスグローバル                            | 平田勝茂                              |
| 演出                   |                          | 松川陸                                        | 佐藤敏夫                              |
| 調整                   |                          |                                               | 熊倉亨                                |
| 効果                   |                          |                                               | リレーション                          |
| 録音                   |                          | トランスグローバルスタジオ 東京テレビセンター |                                       |
| プロデューサー         |                          | 小川政弘                                      |                                       |
| 制作                   |                          | ワーナー・ホーム・ビデオ トランスグローバル   | 東北新社                              |
| 初回放送               |                          |                                               | 1994年5月22日 『日曜洋画劇場』        |